# Tetrastichus apanteles
Tetrastichus apanteles is een vliesvleugelig insect uit de familie Eulophidae. De wetenschappelijke naam is voor het eerst geldig gepubliceerd in 2005 door Khan, Agnihotri & Sushil.